# جان كلود ميلاني
جان كلود ميلاني هو لاعب كرة قدم سويسري في مركز حراسة المرمى، ولد في 5 يوليو 1959 في أونيكس في سويسرا. لعب مع نادي سيرفيت ونادي لوزان ونادي نانت ونادي نوشاتل زاماكس.